# آلیچه بلا گامبا
آلیچه بلا گامبا (ایتالیایی: Alice Bellagamba؛ زادهٔ ۱ نوامبر ۱۹۸۷) یک هنرپیشه، مجری، رقصنده، و بالرین اهل ایتالیا است.